# Майдан (археологія)
Майдан (археологія) – земляні споруди, які складаються з кільцевого валу, входу, що веде до кільцевої заглибини, і бокових насипів – крил. Часто зустрічаються значно складніші споруди цього типу, як правило, з кількома входами і відповідним числом подвійних чи потрійних крил. Деякі майдани мають посередині кільцевої заглибини різноманітні виступи. Подекуди перед входом збереглися сліди напівзасипаних ям.
Призначення майданів поки що до кінця незрозуміле. Можливо майдани – місце збору людей для обрядових дій чи астрономічних вимірювань.
Деякі вчені вважають майдани зруйнованими курганами, а крила є наслідком переміщення ґрунту з центральної частини могили.
Відомі майдани в Україні:
- Мавринський майдан
- Межиріцький майдан